# Brandtaler

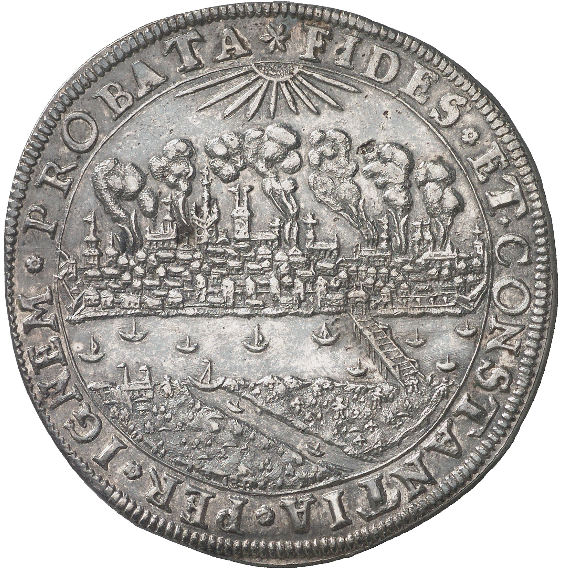
Brandtaler der Stadt Thorn von 1629, Vorderseite

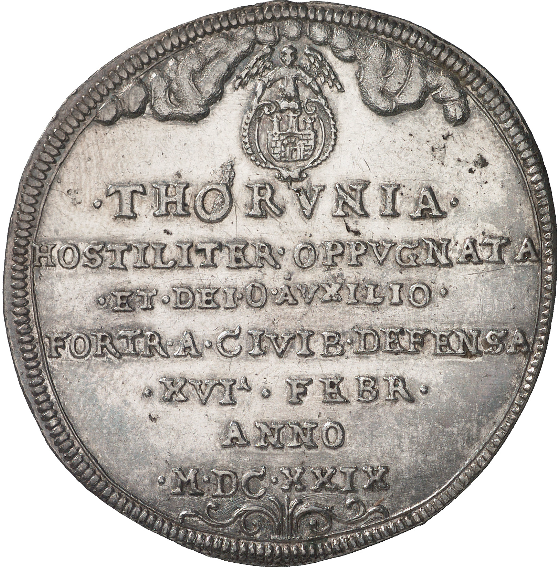
Rückseite

Der Brandtaler, auch Thorner Belagerungstaler genannt, ist ein Gedenktaler, der nach der erfolgreichen Verteidigung der Stadt Thorn gegen die schwedischen Belagerer geprägt wurde. Die Belagerung der Stadt erfolgte im Polnisch-Schwedischen Krieg unter dem Feldmarschall General Hermann von Wrangel. Der Taler wurde im Jahr 1629 mit dem Bild der brennenden Stadt nach deren Beschießung geprägt. Es gibt auch Goldabschläge zu fünf und zehn Dukaten.

## Münzbeschreibung
Die Stadt Thorn (Toruń) der Region Westpreußen im heutigen Polen ließ den silbernen Gedenktaler von 1629 auf die Verteidigung der Stadt Thorn als breiten Taler im Durchmesser von 46 mm und im Gewicht von 28,71 g prägen. Die Münzstätte ist Thorn (Toruń).

### Vorderseite
Die Vorderseite zeigt die brennende Stadt Thorn an der Weichsel nach Belagerung und Beschuss durch die Schweden. Die strahlende Sonne über dem Stadtbild kündet von der erfolgreichen Verteidigung der Stadt. Oben zwischen der Umschrift befindet sich ein sechszackiger Stern. In die Weichsel mündet von rechts unten die Polnische Weichsel (Mała Wisełka) ein. Rechts führt die „deutsche Brücke“ zur Bazarkämpe (Kępa Bazarowa).
- Umschrift: FIDES * ET CONSTANTIA * PER * IGNEM * PROBATA.
- Übersetzung: Treue und Beständigkeit durch Feuer erprobt.

### Rückseite
Die Rückseite zeigt ein siebenzeiliges Schriftfeld. Darüber ist ein Engel in den Wolken mit dem Stadtwappen von Thorn zu sehen.
- Inschrift: THORVNIA / HOSTILITER OPPVGNATA / ET DEI O AVXILIO / FORTR A CIVIB DEFENSA / XVI FEBR / ANNO / MDCXXIX.
- Übersetzung: Thorn – feindselig bekämpft, wurde mit Gottes Hilfe von den Bürgern tapfer verteidigt – 16. Februar im Jahr 1629.

Der Brandtaler von 1629 wurde in Varianten geprägt. Eine Variante zeigt die Stadtburg mit Fallgatter im Tor, umgeben von einem Flammenkranz. Die anderen unterscheiden sich nur unwesentlich vom hier abgebildeten Original.

## Geschichte
Die Stadt Thorn (Toruń) liegt in Polen an der Weichsel (polnisch Wisła). Sie wurde 1231 vom Deutschen Orden gegründet. Einwanderer aus Westfalen besiedelten die Stadt. Im Jahr 1367 wurde Thorn Mitglied der Hanse. Seit 1466 unterstand sie dem polnischen König. Eine eigene Münzprägung zeugt von der wirtschaftlichen Selbständigkeit der Stadt. Bereits 1308 wird unter den Ratsmännern der Stadt ein „Menice Monczmeiser“ erwähnt. Im Jahr 1457 erteilt der König von Polen Kasimir IV. Andreas der Stadt das Münzrecht für „immerwährende Zeiten“. Thorn ist der Geburtsort von Nikolaus Kopernikus. Der Astronom und Arzt beschäftigte sich auch mit dem Münzwesen und formulierte dabei als erster die Quantitätstheorie des Geldes.

### Verteidigung der Stadt 1629

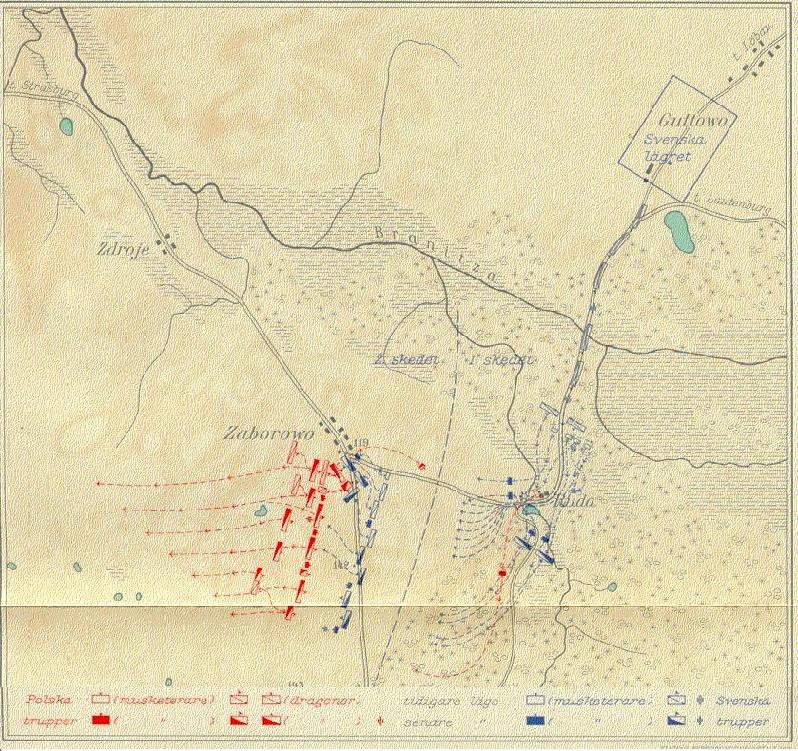
Schlacht bei Górzno (Grafik 20. Jh.)

Während in Warschau noch der Sejm tagte und zwei Wochen nach der polnischen Niederlage in der Schlacht bei Górzno, kam am 16. Februar 1629 der schwedische Feldmarschall Wrangel mit 8.000 Mann vor Thorn an und versuchte, die befestigte Stadt mittels Handstreich einzunehmen. Schnell vertrieb er die städtischen Söldner aus ihren aufgeworfenen Schanzen und forderte die Stadt zur Übergabe auf. Seiner Aufforderung wurde jedoch nicht Folge geleistet. Wrangel versuchte nun durch eine Petarde sich des Katharinentors zu bemächtigen, was jedoch misslang. Durch eine erneute Sprengung bekam er schließlich das Kulmer Tor in seine Gewalt. Hier traten die tapferen Bürger der Stadt unter Führung des Bürgermeisters Johann Preuss und 300 Söldner den Schweden mit solcher Bravour entgegen, dass von den Belagerern 430 Mann getötet wurden. Schon am 18. Februar zogen die Schweden von Thorn ab, aber nicht ohne aus Rache eine heillose Verwüstung anzurichten. Thorn erhielt für den Beweis der Treue und des Muts seiner Bürger Erlass von allen während des Kriegs zu bewilligenden Auflagen. Jakob Heinrich Zernecke berechnete später den Schaden auf 5 Millionen Złoty.

„Nach Abzug der Schweden kamen die Väter der Stadt zu dem Entschluss, Belagerungsthaler durch den Münzmeister Hans Lippe herstellen zu lassen und dieselben denjenigen, die sich bei der Verteidigung besonders hervorgethan, als ein rühmliches Andenken zu verehren.“

## Weblinks

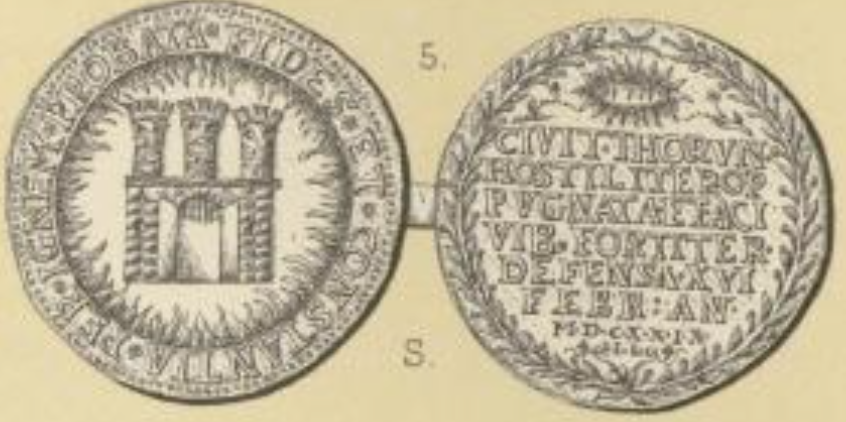
Variante des Brandtalers von 1629 von August Brause-Mansfeld mit der Stadtburg mit Fallgatter im Tor, umgeben von einem Flammenkranz. Die Legenden sind im Wesentlichen gleichlautend. Auf der Rückseite oben: Der strahlende Name Jehovas zwischen Blumenranken.